# Vilhelm Hammershøi

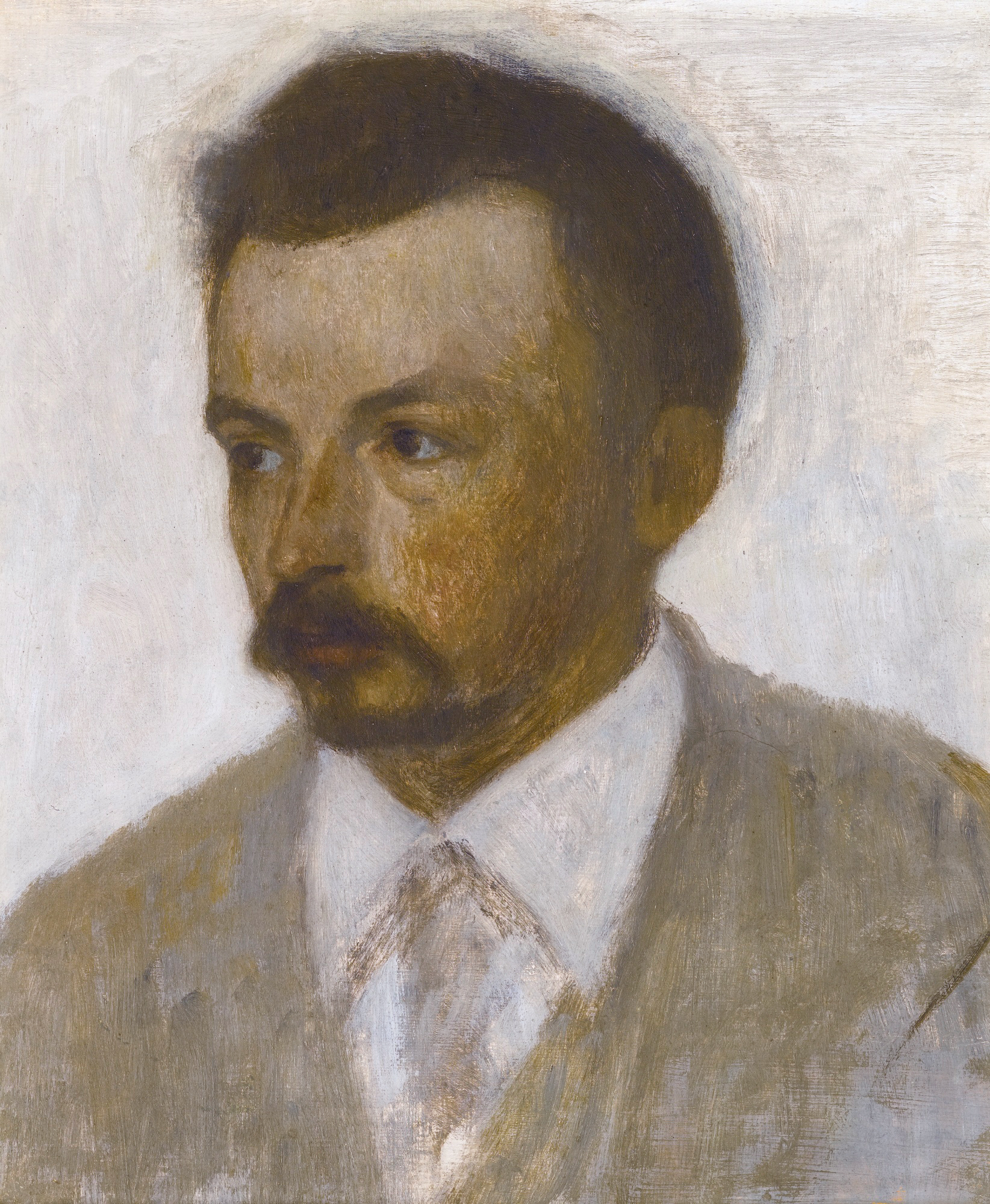
Självporträtt 1895.

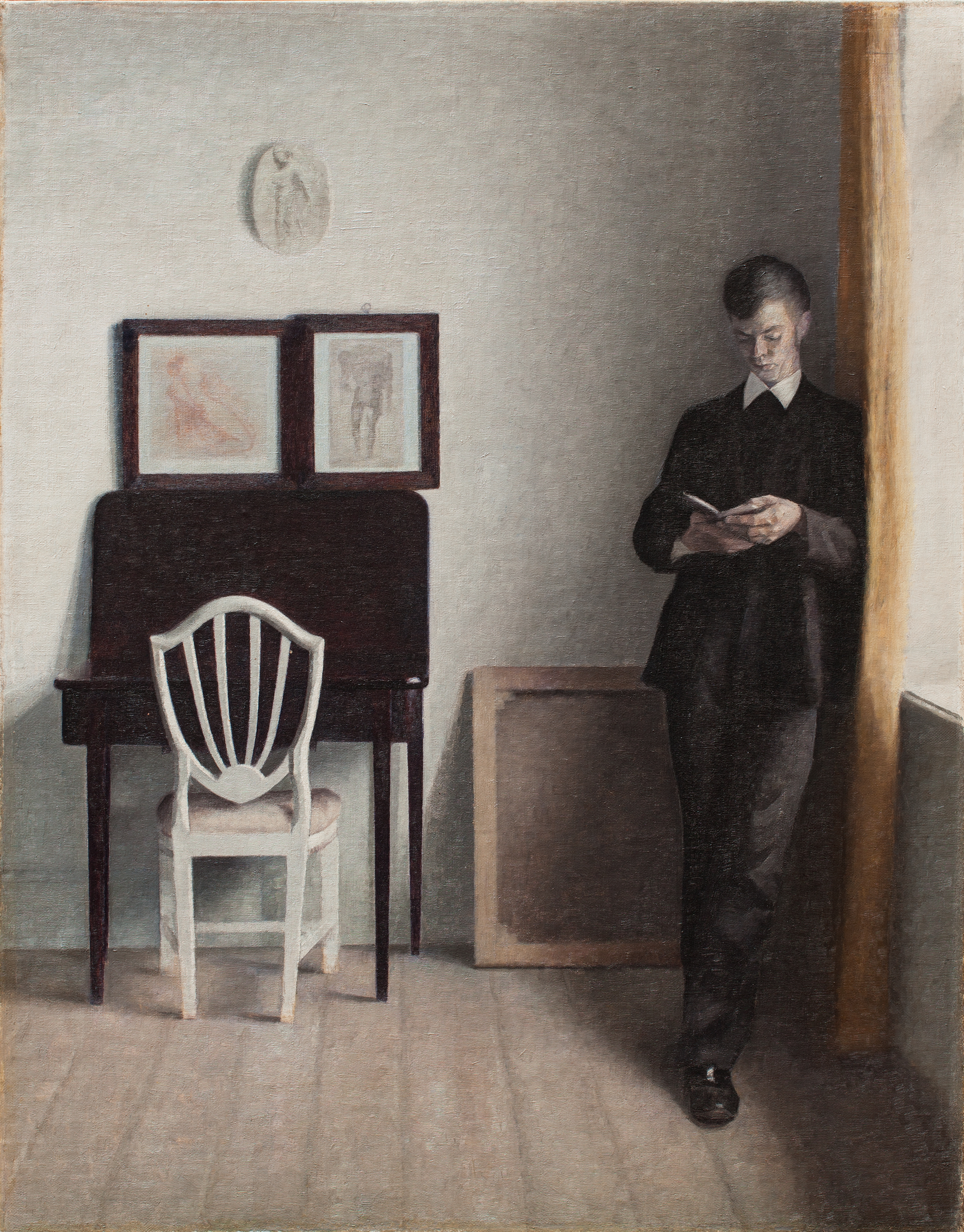
Interiör med läsande ung man. 1898.

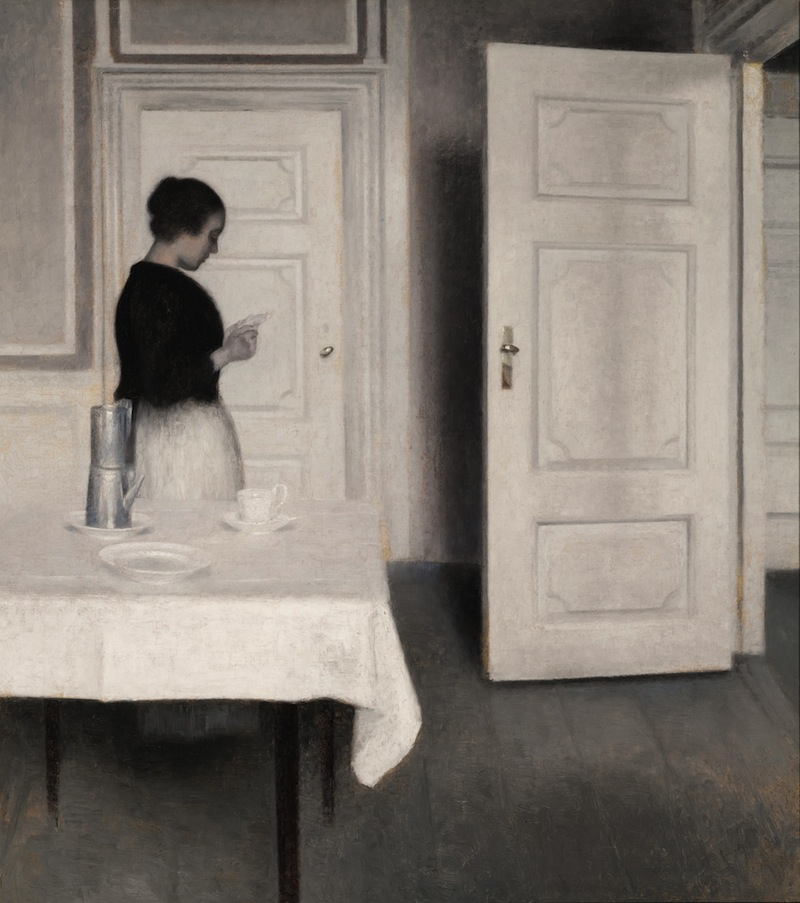
Ida läser ett brev 1899. Olja på duk, 66x59 cm.

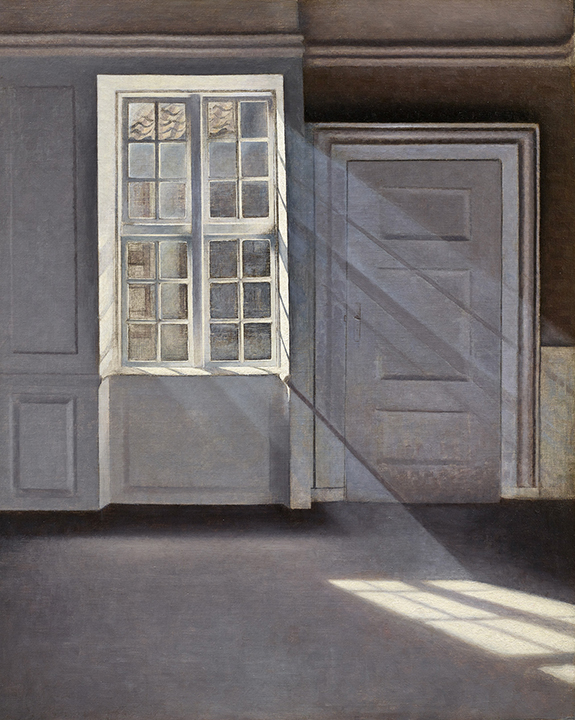
Dammkornens dans i solstrålarna, 1900. Olja på duk, 70x59 cm, Ordrupgaard Museum, Charlottenlund, Köpenhamn.

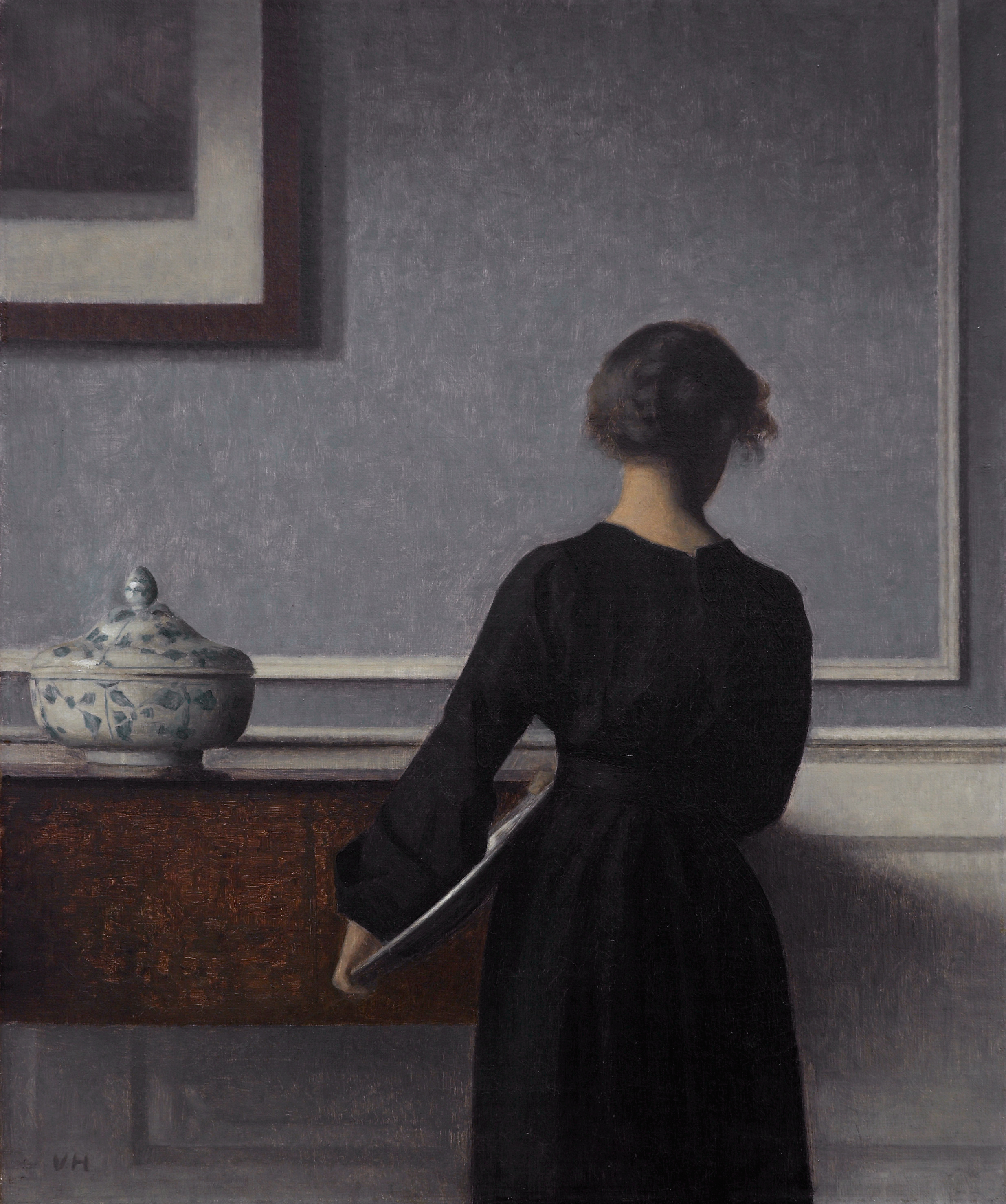
Interiör med en kvinna sedd bakifrån, 1903-1904. Randers Konstmuseum.

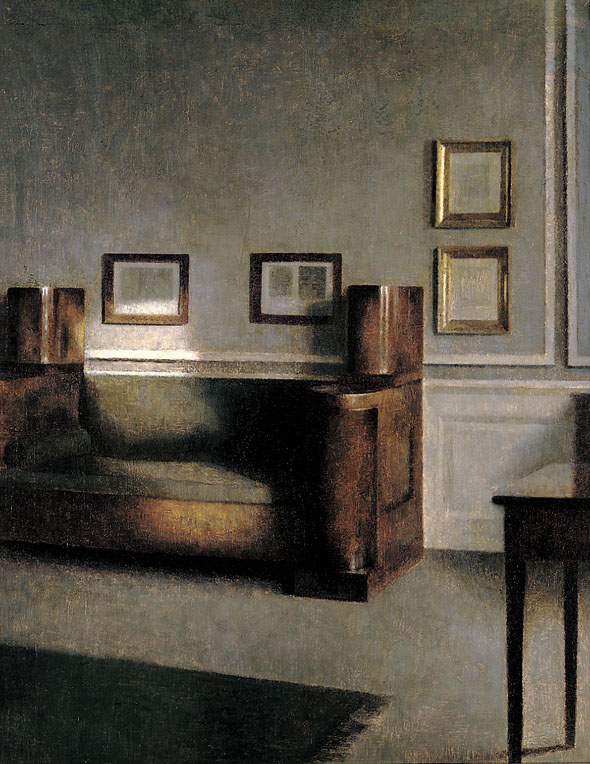
Soligt rum, 1905. Alte Nationalgalerie, Berlin.

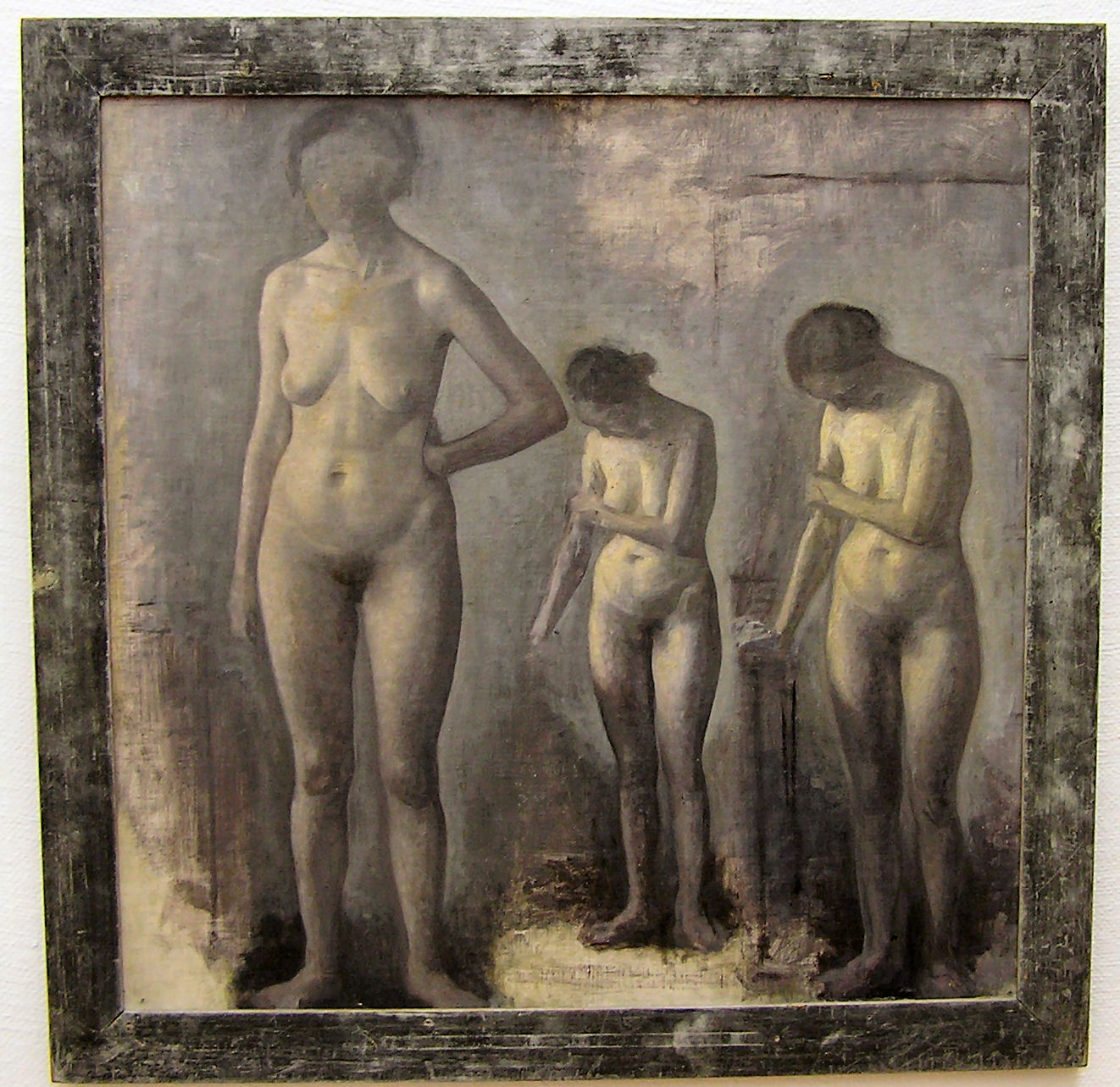
Tre modeller, 1910. Malmö Konstmuseum, Malmöhus, Malmö.

Vilhelm Hammershøi, född 15 maj 1864 i Köpenhamn, död där 13 februari 1916, var en dansk målare. Han var bror till Svend Hammershøi. Han målade i huvudsak porträtt, byggnader, landskap och interiör. Det var särskilt för det sistnämnda som han blev känd.

## Biografi
Hammershøi var son till en butiksägare och fick undervisning i teckning från åtta års ålder för att han hade visat stor konstnärstalang. 
Han studerade vid Det Kongelige Danske Kunstakademi i Köpenhamn under Frederik Vermehren mellan 1879 och 1884. Han studerade också under Frederik Rohde, Vilhelm Kyhn och P.S. Krøyer och gjorde tidigt succé, i synnerhet internationellt. År 1891 gifte han sig med en kollegas syster, Ida Ilsted, och de bodde tillsammans i Köpenhamn fram till hans död 1916. Ida är porträtterad i många av hans bilder, ofta sedd bakifrån.
Även om hans stil och teknik i mitten av 1880-talet inte var väsensskild från de typiska konstnärerna på den tiden, är hans psykologiska begrepp före sin tid, och han blev inte alltid förstådd av sin samtid. Ett porträtt av hans syster (nu i den Den Hirschsprungske Samling, Köpenhamn) blev 1885 avvisat från tävlingen om "Neuhausens premie". Det första steget togs då till skapandet av Den Frie Udstilling, där Hammershøi var en av stiftarna. Hans palett var redan en harmonisk tonalitet av grått, från mjukt svart till vitt, vilket han bemästrar som få andra, accentuerat med varmare färger. Hans interiörer från 1880-talet visar att han behärskade det dramatiska språnget från intensivt mörker till fullt ljus.

## Verk
Som andra danska konstnärer på den tiden hade Hammershøi en hel del gemensamt med de så kallade guldåldersmålarna och med Eckersbergs skola, både på grund av sin utbildning och sina personliga preferenser.
Hammershøis motiv omfattar porträtt, nakenbilder, landskap, arkitektur och interiörer. Den sista kategorin, med sina stumma, kvinnliga figurer, sedda bakifrån, visar inflytandena från Vermeer. Förmodligen mer intressanta är dock interiörerna utan figurer. De är, liksom hans dystra arkitekturbilder, liksom arkitekturen själv, ren konst. Efter hans död 1916 föll hans arbeten långsamt i glömska. Hammershøis känslolösa "purist"-stil stod i för stor kontrast till de oroliga experiment efterkrigstidens avant-garde-rörelse bedrev. De gjorde, att Hammershøis gåtfulla, trista konst uppfattades som underligt föråldrad. Återupptäckten och omvärderingen av symbolismen under senare år har banat väg för att Hammershøis melankoliska syn på världen har kunnat återfå sin plats i offentlighetens ljus. Hammershøi är nu inte bara en av de mest kända skandinaviska konstnärerna, han har också fått uppmärksamhet i Paris och New York tack vare utställningar av hans arbeten i Musée d’Orsay och Guggenheim Museum.
| ”                     | Hammershøis måleri är anti-expressivt. Där tillhör han en viktig tradition i europeiskt måleri från Piero della Francesca och framåt. Vad skiljer hans rum från Van Goghs målning av sin bostad i Arles? Ja, egentligen inte mycket. Hos ingendera konstnärerna uttrycks någonting, men allting finns. Vi möter varats motståndskraft och dess undflyende på en och samma gång. | „ |
| – Carl-Johan Malmberg | |   |

Hammershöj är representerad vid bland annat Göteborgs konstmuseum och Nationalmuseum och Thielska Galleriet i Stockholm, Malmö konstmuseum, Statens Museum for Kunst, Ordrupgaard kunstmuseum, Randers kunstmuseum, Ateneum, Musée d'Orsay, Nasjonalmuseet, Museum of Fine Arts, Boston, Tate Modern, Städel, 
Museum Boijmans Van Beuningen, Metropolitan Museum, Cleveland Museum of Art, J. Paul Getty Museum, 
Musee Jacquemart André, National Gallery London, Toledo Museum of Art och The National Museum of Western Art, Tokyo.

## Rekordförsäljning vid auktion
År 2012 såldes Ida läser ett brev från 1899 vid en auktion på Sotheby's för rekordsumman 1,7 miljoner brittiska pund, motsvarande drygt 15,7 miljoner danska kronor. Detta är den högsta summa för ett danskt konstverk som sålts på auktion, nästan tre gånger högre än det tidigare rekordet. Vid samma tillfälle såldes även fyra andra målningar av Hammershøi för totalt 4,3 miljoner brittiska pund för de fem verken, motsvarande drygt 39,4 miljoner danska kronor.